# Радченко Василь Іванович
Радченко Василь Іванович (нар. 22 березня 1913 — пом. 4 лютого 1983) — радянський офіцер, Герой Радянського Союзу (1943), у роки німецько-радянської війни командир винищувально-протитанкової батареї 4-го гвардійського стрілецького полку (6-та гвардійська стрілецька дивізія, 13-та армія, Центральний фронт), капітан.

## Життєпис
Народився у селі Горобіївка (зараз Срібнянського району Чернігівської області України) у селянській родині. Українець. Закінчив неповну середню школу. Потім працював у колгоспі.
З 1935 року у Червоної Армії. У 1939 році закінчив курси молодших лейтенантів.
З червня 1941 року брав участь у боях німецько-радянської війні. Воював на Центральному фронті.
У вересні 1943 року командир винищувально-противотанкової батарєї 4-го гвардійського стрілецького полку капітан В. І. Радченко відзначився в боях при форсуванні Десни в районі населеного пункту Максим, Дніпра у села Теремці Чернобильского району Київськой області та Прип'яті в районі села Оташів Київської області.
16 жовтня 1943 року за мужність та героїзм, проявлені при форсуванні Десни, Дніпра та Прип'яті капітану В. І. Радченку присвоєно звання Героя Радянського Союзу з врученням ордена Леніна та медалі Золота зірка (№ 1827).
Також нагороджений орденами Червоного Прапора, Олександра Невського, Вітчизняної війни 1-го та 2-го ступеня, Червоної Зірки, медалями.
У 1947 році закінчив Вищу офіцерську штабну школу.
З 1953 року капітан Василь Радченко у запасі. Жив та працював в місті Білгород-Дністровський Одеської області. Помер 4 лютого 1983 року.